# براكيودس

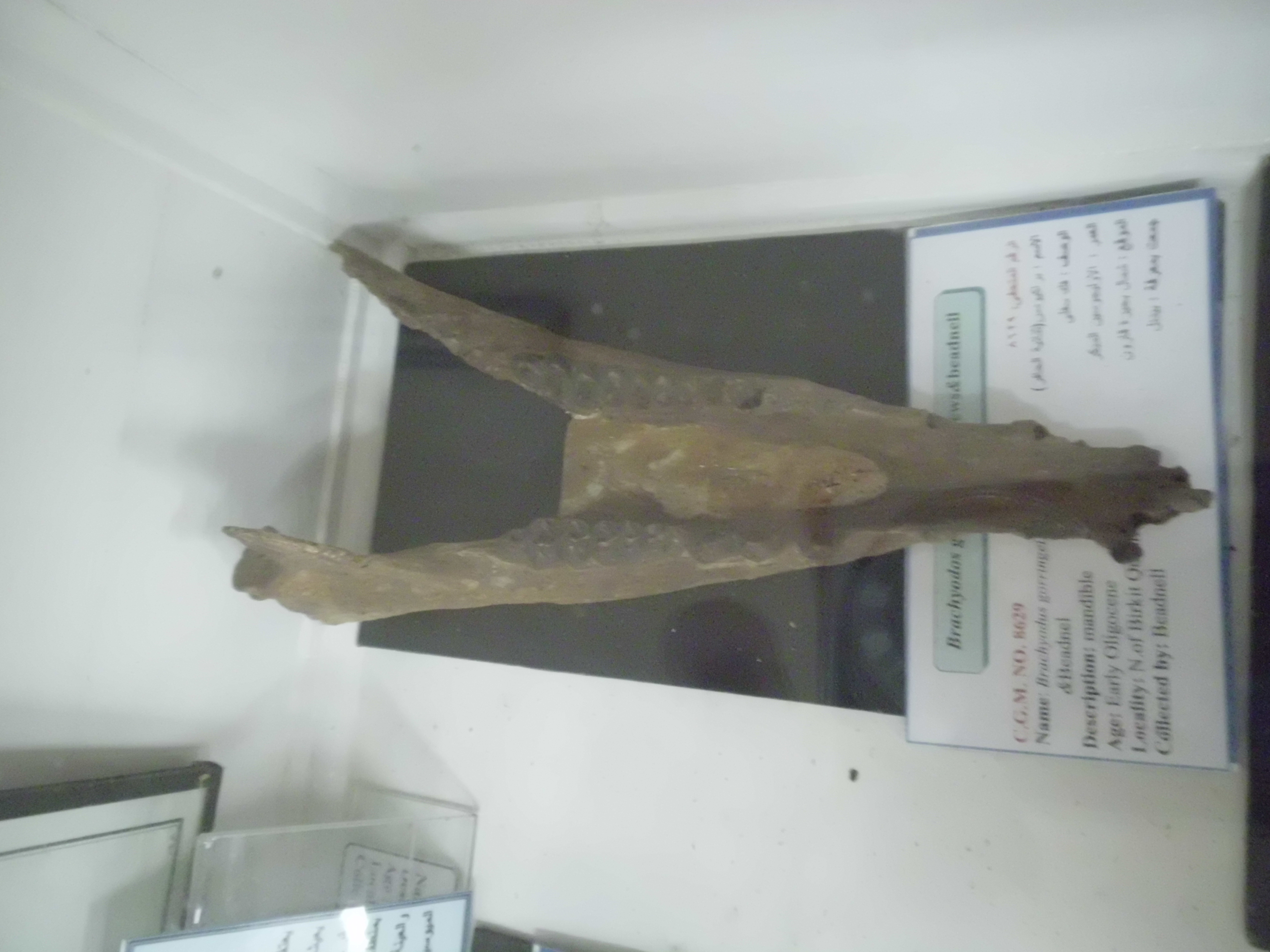
فك سفلي لحيوان براكيودس (ثنائي الحافر) من عصر الأوليجوسين المبكر في شمال بحيرة قارون معروضة في المتحف الجيولوجي المصري

براكيودس (باللاتينية: Brachyodus) هو جنس منقرض ينتمي إلى انثركوثريدا (فصيلة: Anthracotheriidae) .